# Kota Yoshihara
Kota Yoshihara, född 2 februari 1978 i Fujiidera, Osaka prefektur, Japan, är en japansk tidigare fotbollsspelare.